# مقاطعة هانوكو
مقاطعة هانوكو (بالإنجليزية: Huánuco Province)‏ هي مقاطعة في بيرو، تتبع إقليم هانوكو، عاصمتها هانوكو، تبلغ مساحتها 4022.54 كيلومتر مربع.

## التقسيمات الإدارية
- Amarilis District [الإنجليزية]‏
- Chinchao District [الإنجليزية]‏
- Churubamba District [الإنجليزية]‏
- مديرية هانوكو [الإنجليزية]‏
- Margos District [الإنجليزية]‏
- Pillco Marca District [الإنجليزية]‏
- Quisqui District [الإنجليزية]‏
- San Francisco de Cayrán District [الإنجليزية]‏
- San Pedro de Chaulán District [الإنجليزية]‏
- Santa María del Valle District [الإنجليزية]‏
- Yacus District [الإنجليزية]‏
- Yarumayo District [الإنجليزية]‏.